# Luxemburgischer Eishockeypokal 1994/95
Die Saison 1994/95 war die zweite Austragung des luxemburgischen Eishockeypokals, des luxemburgischen Eishockeypokalwettbewerbs. Pokalsieger wurden zum ersten Mal in der Vereinsgeschichte überhaupt die Chiefs Leuven.

## Modus
In einer gemeinsamen Gruppenphase absolvierten die sechs Mannschaften jeweils zehn Spiele. Der Erstplatzierte der Gruppenphase wurde Meister. Für einen Sieg erhielt jede Mannschaft zwei Punkte, bei einem Unentschieden gab es ein Punkt und bei einer Niederlage null Punkte.

## Tabelle
|    | Klub                   | Sp | S | U | N | Tore   | Punkte |
| -- | ---------------------- | -- | - | - | - | ------ | ------ |
| 1. | Chiefs Leuven          | 10 | 9 | 0 | 1 | 168:34 | 18     |
| 2. | Tornado Luxembourg     | 10 | 9 | 0 | 1 | 143:58 | 18     |
| 3. | ESV Kaiserslautern     | 10 | 4 | 0 | 6 | 65:96  | 8      |
| 4. | Image Club Epinal      | 10 | 4 | 0 | 6 | 37:94  | 8      |
| 5. | EHC Trier/EC Dillingen | 10 | 3 | 0 | 7 | 45:70  | 6      |
| 6. | Lokomotive Luxembourg  | 10 | 1 | 0 | 9 | 28:134 | 2      |

Sp = Spiele, S = Siege, U = Unentschieden, N = Niederlagen